# Bernard Barton
Bernard Barton (Carlisle, 1784 – Woodbridge, 1849) è stato un poeta britannico.
Quacchero e amico di Charles Lamb, fu autore di importanti opere tra cui Effusioni metriche (1812), Poesie di un amante (1818), Napoleone e altre poesie (1822).